# Christian Schenk
Christian Schenk (Rostock, 9 de fevereiro de 1965) é uma atleta alemão, especialista no decatlo e campeão olímpico em Seul 1988 pela Alemanha Oriental.
Três anos depois do título olímpico, que conquistou com 8488 pontos, ele ganhou a medalha de bronze no Campeonato Mundial de Atletismo de 1991, em Tóquio, aí já competindo pela Alemanha reunificada. Devido a uma contusão, não participou dos Jogos de Barcelona 1992 e encerrou sua participação em eventos de alto nível internacional com um quarto lugar no Mundial de Stuttgart em 1993, onde conseguiu sua melhor marca, um total de 8500 pontos.
Atleta com 2,00m de altura, Schenck é co-recordista mundial do salto em altura no decatlo (2,27m).